# 밀어내기
밀어내기는 야구에서 주자 만루 상황에서 사사구(四死球)가 나왔을 때 유효하다. 밀어내기로 인해 공격팀은 1점을 득점하게 된다(3루 주자가 홈 베이스를 밟게 된다). 밀어내기 후에는 다시 만루에서 시작된다.
주자는 해당 루로 진입한다.
- 타자 → 1루
- 1루 주자 → 2루
- 2루 주자 → 3루
- 3루 주자 → 홈 베이스(득점 인정)